# 한국항공대학교
한국항공대학교(韓國航空大學校, Korea Aerospace University)는 대한민국 경기도 고양시 화전동에 자리한 사립 종합대학이다.
한국전쟁 중 민항공분야의 개척을 위한 교육기관이 필요함에 따라 1952년에 대한민국 교통부 산하의 교통고등학교 특설 항공과로 출발하여 1968년에 한국항공대학교로 개편되었고, 1979년 한진그룹이 설립한 학교법인 정석학원(현 정석인하학원)에 인수 합병되었다.
한국항공대학교는 항공우주 분야에 특성화된 대학으로서 항공우주기계, 항공전자통신, 항공운항, 항공교통물류 등 항공우주와 관련된 전 분야를 아우르는 전공을 갖추고 있고, 항공우주관련 연구기관, 기업, 공항 및 정부기관에서 활동할 항공우주 전문가를 양성하고 있다.

## 역사
한국항공대학교는 1952년 6월 16일 국립대학으로 설립되었다. 한국 전쟁 중 민항공 분야 개척을 위한 교육기관이 필요해짐에 따라 교통부 산하에 교통고등학교 2년제 특설 항공과(조종과, 기관과, 통신과)로 발족한 것이다. 1953년에는 국립항공대학이라는 이름으로 개편했고, 1965년에는 이공계 4년제 대학교로 승격했다. 1968년에는 한국항공대학으로 교명을 바꾸었다. 1979년 박정희 대통령이 서거하고 최규하 대통령이 취임하면서 한진그룹이 학교법인 정석학원을 설립하여 한국항공대학을 인수하면서 국립대학에서 사립대학으로 전환되었다. 1993년에는 한국항공대학교로 교명을 바꾸었고, 2007년에 대학 영문 명칭을 기존의 Hankuk Aviation University에서 Korea Aerospace University로 바꾸었다.
개교 당시에는 부산시 동구 초량동에 위치했으나, 1962년 서울시 용산구 한강로 40번지로 이전했고, 1963년에 현재의 캠퍼스가 있는 경기도 고양시 덕양구 화전동으로 이전했다.
1992년 새 캠퍼스 건설 기공식을 가진 이래 한국항공대의 교육환경은 지속적으로 발전하고 있다. 1996년 과학관, 기계관, 전자관, 1997년 학생회관, 2001년 중앙도서관, 창업보육센터, 2004년 항공우주센터, 2007년 대학본관, 2008년 학군단, 2009년 국제은익관, 비행교육실습실, 2010년 울진비행훈련원, 2011년 관제소, 2012년 연구실험동, 모의항공교통관제실습실을 건설했고, 최근 2015년 9월 강의동을 준공하였다.

## 캠퍼스

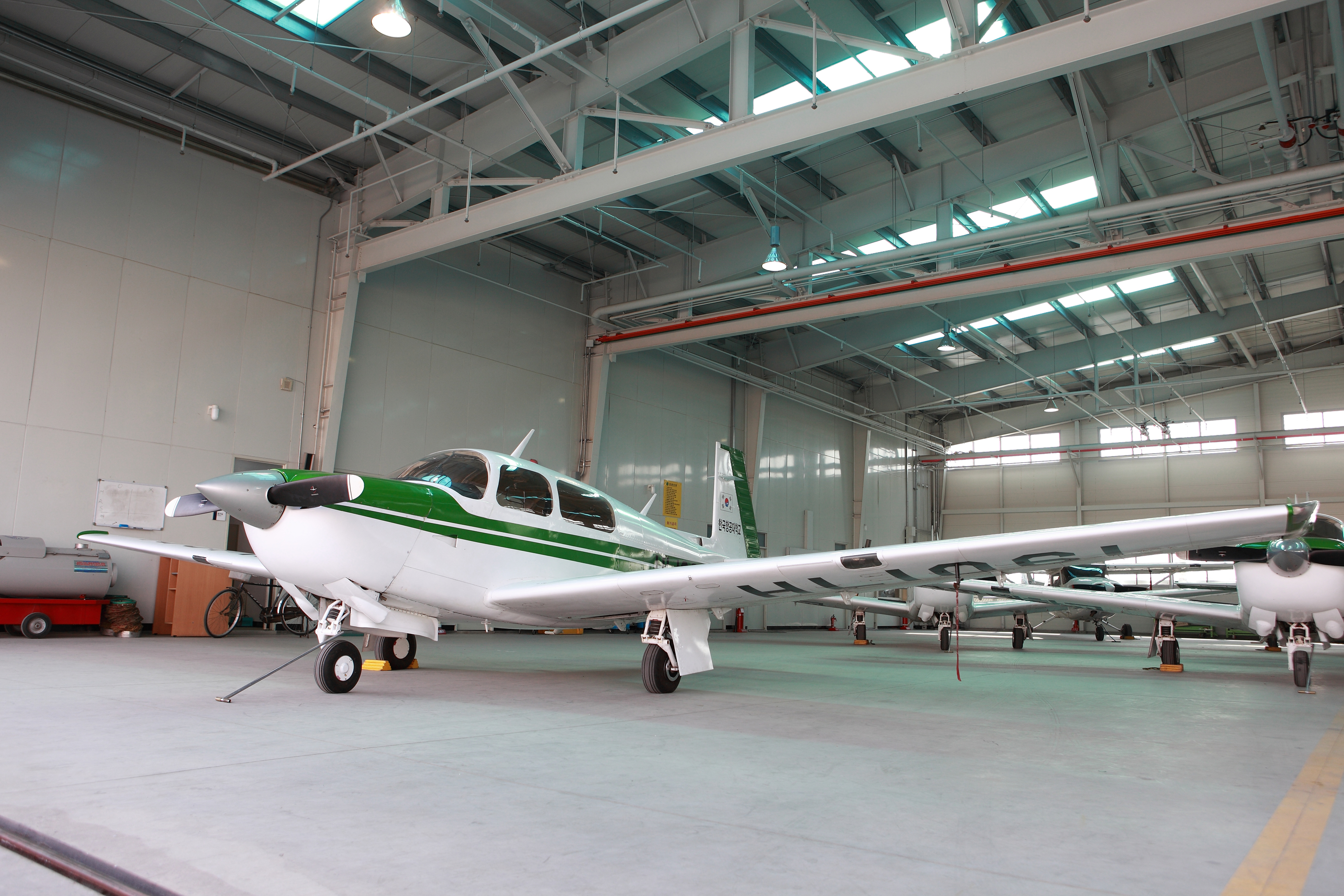
비행교육원

### 중앙도서관
한국항공대학교 중앙도서관은 국내 최고의 항공우주 특성화 도서관을 목표로, 관련 자료를 꾸준히 수집 및 보관하여 교수 및 학생의 연구, 학습을 지원하고 있다.

### 항공우주박물관
한국항공대학교 항공우주박물관은 항공우주과학 분야에 대한 국민의 이해를 높이기 위해 2004년 8월 6일에 개관하였다. 박물관 1층에는 항공우주역사(발달사)를 소개하는 항공우주 Zone과 비행시뮬레이터, 가상체험 장비, 여러 종류의 플라스틱 항공기 등을 소개하는 체험 Zone이, 2층에는 로켓의 역사 및 원리, 인공위성 등을 소개하는 미래우주 Zone이 있다. 박물관은 항공우주과학 분야에 대한 국내외 역사적 자료 164종, 709점을 전시하고 있다. 한국항공대 항공우주박물관은 국내 박물관 최초로 국제항공연맹(FAI)으로부터 국제인증을 획득했으며, 보잉사의 ‘Boeing Gcc Fund’ 수혜 기관으로도 선정되었다.

### 비행교육원
세계적인 수준의 조종사를 배출하기 위한 목적으로 설립된 한국항공대 비행교육원은 한국항공대학교 학생을 대상으로 한 민/군 조종사 교육과정과, 대한항공으로부터 위탁받은 민항공 조종사 교육과정. 일반인을 대상으로 한 교육과정을 제공한다. 한국항공대는 전국에 3곳의 비행훈련원-수색비행훈련원, 정석비행훈련원, 울진비행훈련원을 운영하고 있다.

## 대학 기구

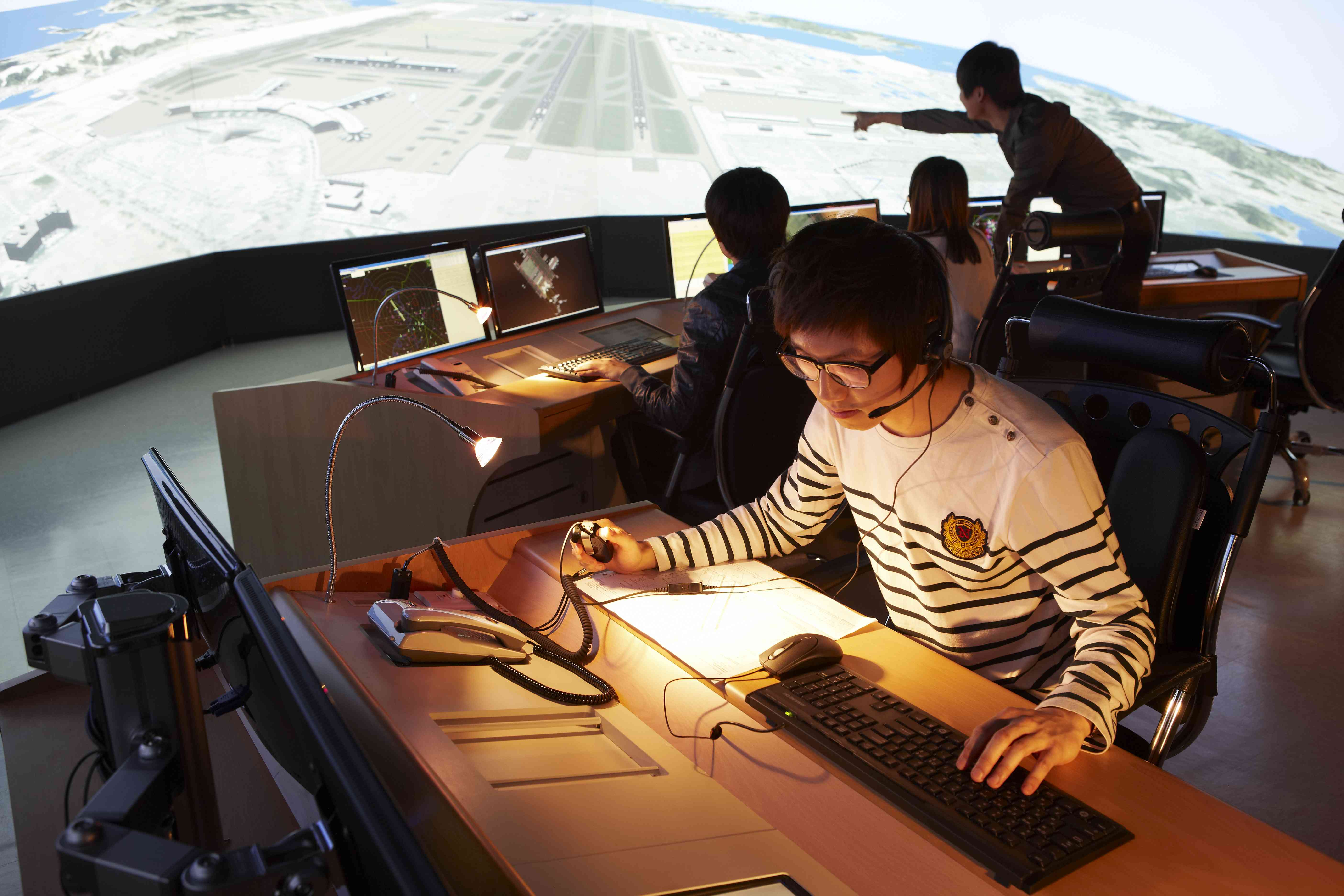
모의항공교통관제실습실

### 부속·부설기관
- 부속·부설기관
  - 국제문화원 | 항공우주박물관 | 중앙도서관 | 국제은익관 | 전자계산소 | 관제소 | 신문사 | 방송국 | 출판부 | 항공우주산업기술연구소 | 항공전자연구소 | 지역사회개발연구소 | 항공안전관리연구소 | 항공산업정책연구소 | 학생생활상담소 | 경영연구소 | 기초학문연구소 | 중소기업산학협력센터 | IT연구소 | 교통물류연구소 | 인터넷정보검색연구센터 | 차세대 방송미디어기술 연구센터 | 유비쿼터스 기술응용연구센터 | KAU 로봇연구센터 | 정보보호연구소 | 공학교육혁신센터 | 항공경영교육혁신센터 | 교수학습센터
- 학군단

## 학과

### 학부 과정
| 공과대학 | 항공·경영대학                                                                                              | 인문자연학부 |
| --- | --- | ------------ |
| - 항공우주 및 기계공학부 - 항공우주공학 전공 - 기계공학 전공 - 항공기시스템공학 전공 - 항공전자정보공학부 - 전자 및 항공전자 전공 - 정보통신 전공 - 소프트웨어학과 - 스마트드론공학과 - 신소재공학과 | - 항공교통물류학부 - 항공교통 전공 - 물류 전공 - 항공운항학과 - 경영학부 - 경영 전공 - 글로벌항공경영 전공 |              |

### 대학원 과정
- 일반대학원
  - 석사과정
    - 항공우주 및 기계공학과ㅣ우주정보시스템공학과ㅣ항공재료공학과ㅣ항공전자공학과ㅣ정보통신공학과ㅣ컴퓨터공학과ㅣ항공운항관리학과ㅣ항공교통물류학과ㅣ경영학과ㅣ소프트웨어학과ㅣ항공우주법학과ㅣ항공경영학과 | 스마트드론공학과

  - 박사과정
    - 항공우주 및 기계공학과ㅣ우주정보시스템공학과ㅣ항공재료공학과ㅣ항공전자공학과ㅣ정보통신공학과ㅣ컴퓨터공학과ㅣ항공운항관리학과ㅣ항공교통물류학과ㅣ경영학과ㅣ영어학과ㅣ항공경영학과

- 항공·경영대학원
  - 항공산업계열
    - 석사과정: 항공운항관리 전공ㅣ 항공교통물류 전공ㅣ항공우주법 전공 ㅣ 테크노경영 전공(항공우주기계공학 / 항공전자정보통신)

  - 경영계열
    - 석사과정: 경영 전공ㅣ항공경영 전공ㅣ 관광경영 전공
    - 최고경영자과정

## 보유 비행장
한국항공대학교는 활주로 1개를 보유하고 있다.
이 활주로는 대한민국군에 임대해 주었다.